# Craig Cathcart

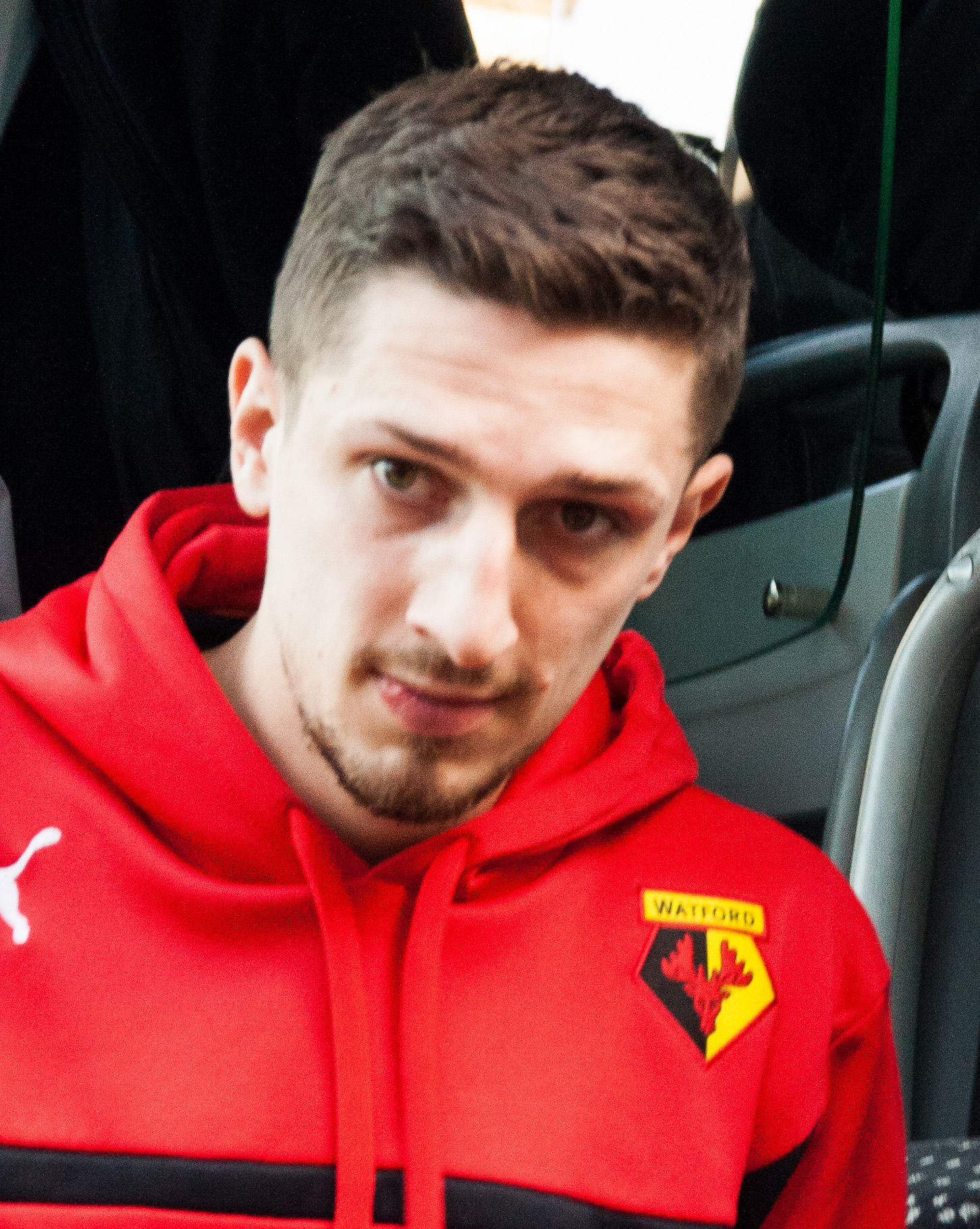
Craig Cathcart (2015)

Craig George Cathcart (* 6. února 1989, Belfast, Severní Irsko) je bývalý severoirský fotbalový obránce.

## Klubová kariéra
Cathcart působil ve své profesionální fotbalové kariéře postupně v klubech Manchester United FC (Anglie), Royal Antwerp FC (Belgie), Plymouth Argyle FC, Watford FC, Blackpool FC, opět Watford FC (všechny Anglie) a KV Kortrijk (Belgie).

## Reprezentační kariéra
Craig Cathcart nastupoval za severoirské mládežnické reprezentace.
Svůj debut za severoirský národní tým absolvoval 3. 9. 2009 v kvalifikačním utkání v Mariboru proti týmu Slovinska (výhra 1:0). Se svým mužstvem se mohl v říjnu 2015 radovat po úspěšné kvalifikaci z postupu na EURO 2016 ve Francii (byl to premiérový postup Severního Irska na evropský šampionát). Zúčastnil se EURA 2016 ve Francii, kam jej nominoval trenér Michael O'Neill.